# آخترویترینگ
اکتروترینگ (به هلندی: Achterwetering) یک روستا در هلند است که در De Bilt واقع شده‌است.

## خصوصیات
اکتروترینگ ۹۰ نفر جمعیت دارد.